# Diaño
El diaño (diañu en asturianu), a veces llamado diantre, es un espíritu o duende burlón de la mitología gallega, asturiana y leonesa, parecido al martinico castellano, pero algo distinto de él.
Adopta la figura de caballo, de vaca, de carnero o de cualquier otro animal doméstico, incluso de bebé humano, y despliega su actividad durante la noche, asustando al caminante desnortado o soprendido por la noche que anda a deshora, y desorienta al campesino que busca el ganado perdido, incordia al molinero que maquila a la luz de la luna o se burla de los mozos que regresan tarde de la fiesta. Entre sus travesuras más comunes cabe citar la del burro blanco que se ofrece como montura al caminante y que una vez montado crece y crece sin cesar, el caballo que después de una galopada infernal devuelve al jinete al mismo lugar de donde partió, le arroja de cabeza al río o le quema los pantalones; el cabritín aterecido de frío que una vez llevado a casa y secado al lado del fuego se burla de su benefactor; el perro negro que persigue al caminante; el sapo que corre más que el caballo y su jinete; el bebé que juega desnudo sobre la nieve... y un sinfín de ruidos, luces misteriosas y otros fenómenos inquietantes que atemorizan al caminante nocturno. 

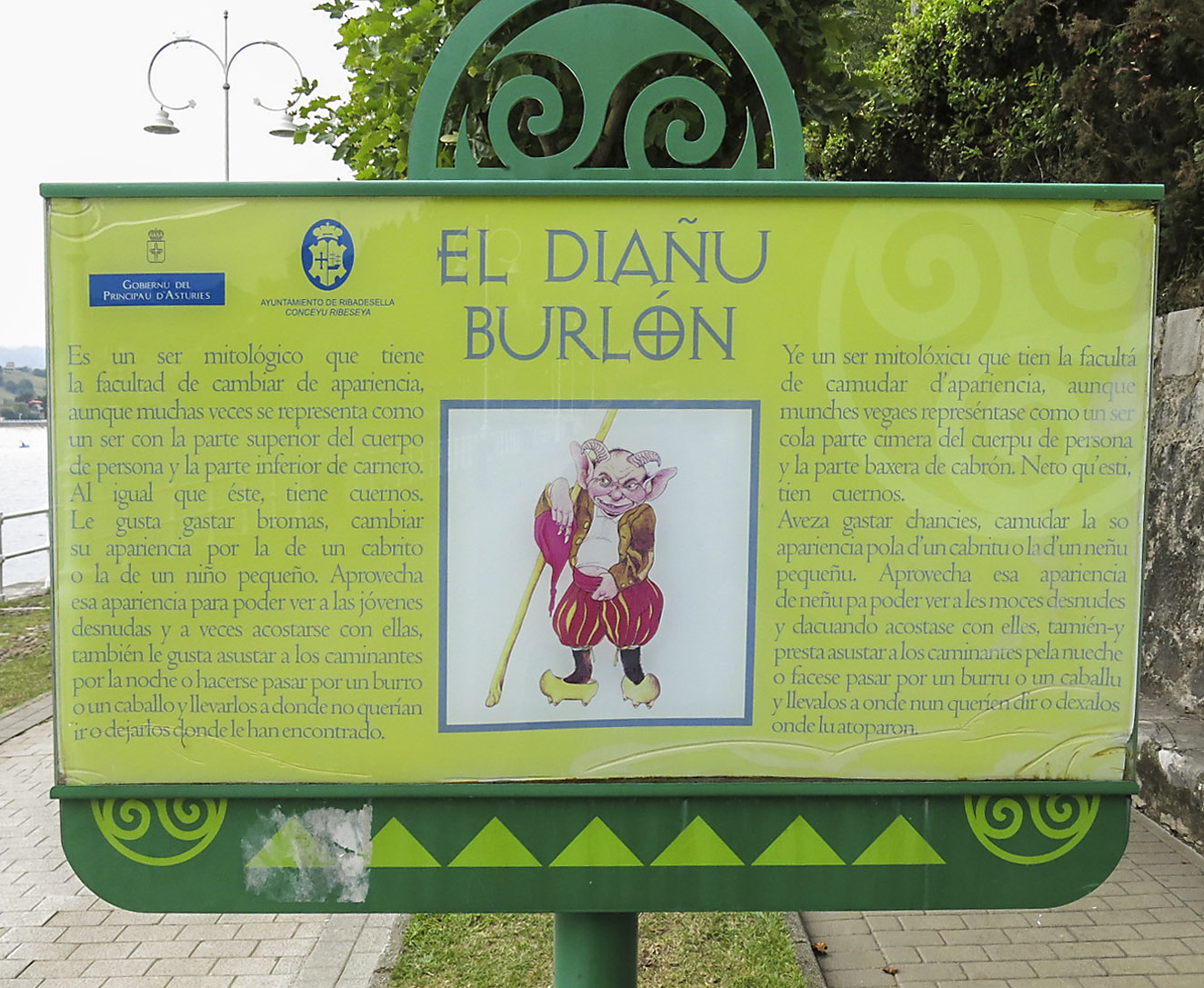
Rótulo en castellano y en asturiano, en Ribadesella.

- Datos: Q5805468